# 도미오카촌 (사이타마현)
도미오카촌(富岡村)은 사이타마현 이루마군에 존재했던 촌이다. 

## 지리
- 현재의 도코로자와시 북부에 해당한다.

## 역사
- 1889년 4월 1일 - 정촌제 시행에 수반해 이루마군 도미오카촌이 성립하였다
- 1943년 4월 1일 - 도코로자와정, 고테사시촌, 야마구치촌, 아즈마촌, 마쓰이촌과 합병해, 새로운 도코로자와정이 성립하여, 소멸하였다.